# Francesca Schiavone
Francesca Schiavone (Milano, 23 giugno 1980) è un'allenatrice di tennis ed ex tennista italiana.
Ritenuta una delle più forti tenniste italiane di sempre, è stata la vincitrice del Roland Garros 2010, prima tennista italiana ad avere vinto un torneo del Grande Slam nel singolare. 
Insieme a Jasmine Paolini, sono le sole giocatrici italiane ad avere conseguito due finali in tornei del Grande Slam, avendo raggiunto Schiavone l'ultimo atto al Roland Garros anche nel 2011.
In carriera ha vinto in totale otto tornei del circuito maggiore in singolare, ha concluso sette stagioni da numero uno d'Italia ed è stata nº 4 del mondo nel gennaio 2011, posizione più alta per un'italiana, a pari merito con Jasmine Paolini.
Nel doppio ha vinto sette tornei del circuito maggiore, giocando la finale all'Open di Francia 2008, e le semifinali negli altri tre tornei del Grande Slam.
È l'unica italiana ad avere disputato almeno i quarti di finale in singolare in tutte le prove del Grande Slam ed è l'italiana più vincente in singolare nel circuito maggiore con 465 affermazioni. 
Si è aggiudicata tre volte la Fed Cup con l'Italia (nel 2006, 2009 e 2010).
Ha vinto il torneo juniores Roland Garros come allenatrice di Lilli Tagget nel 2025.

## Biografia
Milanese di origini irpine da parte paterna (i nonni e il padre sono nativi dell'Avellinese) e di Bornato (BS) da parte materna, è professionista dal 1998, dopo avere vinto il titolo di campione d'Italia Under-18.

### Carriera

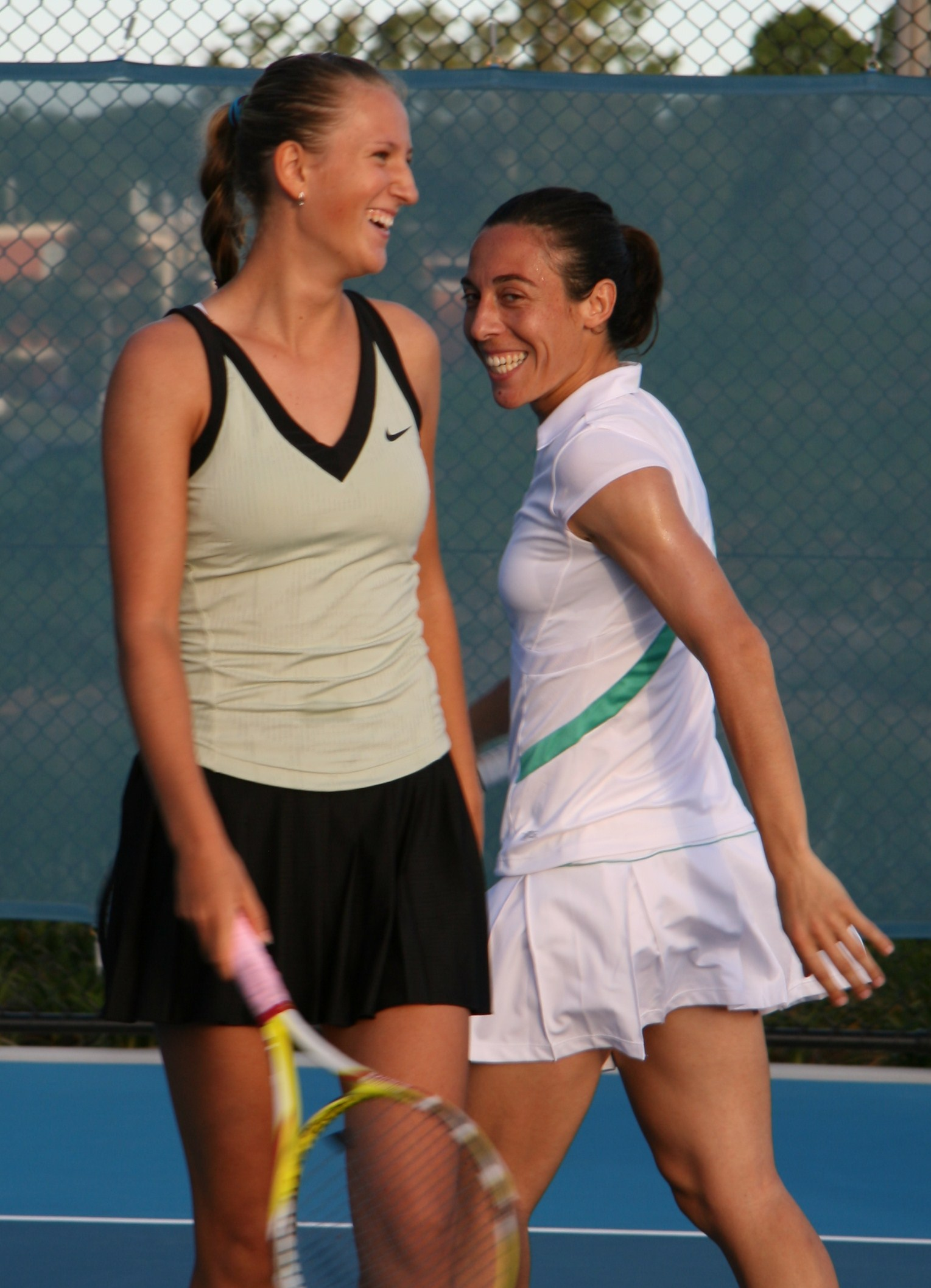
Francesca Schiavone (a destra) e Viktoryja Azaranka al Brisbane International 2009

Nel 2000 si è qualificata per la prima volta in un torneo del Grande Slam (gli US Open) raggiungendo il terzo turno: nello stesso anno è giunta anche in finale nel torneo di Tashkent; l'anno successivo ha raggiunto i quarti di finale ad Estoril, Budapest, Roma. Parigi, Palermo e Mosca, e le semifinali d'inizio anno ad Auckland.
In ragione di tali risultati ha raggiunto un suo primo best ranking nel 2002 con la posizione numero 23 nella classifica WTA. Inoltre ha vinto sempre nel 2001 il titolo nel doppio a Sopot insieme alla sudafricana Joannette Kruger.
Nel 2002 ha disputato solo  i quarti al torneo di Tier II a Parigi, e a Scottsdale.
Nel 2003 è giunta in finale a Canberra, persa 6–1, 6–1  dall'americana Meghann Shaughnessy, sempre i quarti a Scottsdale, Varsavia  (dove ha perso la finale di doppio) a Palermo. A Stanford ha fatto un ottimo torneo arrivando in semifinale nel singolare e in finale nel doppio. Grazie alla semifinale al torneo di Los Angeles 2003 (persa contro Kim Clijsters) e i quarti al successivo torneo di Flushing Meadows (uscita ad opera di Jennifer Capriati), e a Mosca ha raggiunto a fine anno la posizione numero 20.
Al torneo olimpico di tennis di Atene, nel 2004, è giunta inoltre ai quarti di finale, battuta dalla russa Anastasija Myskina, numero 3.
All'inizio del 2006, dopo gli ottavi di finale a Melbourne (sconfitta, ancora, da Clijsters), ha eguagliato il miglior risultato di un'altra tennista italiana, Silvia Farina, raggiungendo l'undicesimo posto in classifica. Il 17 settembre di quello stesso anno ha fatto parte della squadra italiana (oltre la Schiavone, Flavia Pennetta, Mara Santangelo e Roberta Vinci) che ha vinto per la prima volta nella storia del torneo la Fed Cup (equivalente femminile della Coppa Davis), battendo a Charleroi in finale per 3-2 la squadra belga che annoverava tra le sue giocatrici di vertice Justine Henin.
Nel 2007 ha vinto anche il suo primo torneo WTA in singolare, a Bad Gastein in Austria, sconfiggendo la tennista locale  Yvonne Meusburger per 6-1 6-4. Di nuovo ai Giochi Olimpici, a Pechino nel 2008, è stata sconfitta al terzo turno in singolare; nel doppio, in coppia con Flavia Pennetta, ha raggiunto invece i quarti di finale. Le due italiane hanno perso dall'Ucraina, rappresentata dalle sorelle Alona e Kateryna Bondarenko, dopo avere fallito un match point.
Al torneo di Wimbledon 2009 ha raggiunto i quarti di finale, quarta italiana a ottenere tale traguardo nella competizione inglese dopo Lucia Valerio (1933), Laura Golarsa (1989) e Silvia Farina (2003): in tale occasione l'eliminazione è giunta a opera della russa Elena Dement'eva, anche se tra le imprese di rilievo può annoverare la vittoria sulla francese Marion Bartoli, qui finalista nel 2007, con il punteggio di 6-0 nel secondo set.
Il quarto di finale di Wimbledon ha costituito l'inizio di una striscia di buone prestazioni che hanno visto i momenti migliori nella finale a Praga (sconfitta dalla coetanea austriaca Sybille Bammer) e il terzo turno a Flushing Meadows (eliminata dall'allora numero 9 del ranking, la bielorussa Viktoryja Azaranka).
A ottobre è arrivata alla finale del torneo di Osaka, perdendo dall'australiana Samantha Stosur, e una settimana più tardi ha conquistato il suo secondo torneo WTA a Mosca sulla bielorussa Vol'ha Havarcova (6-3 6-0) in finale.
A novembre è giunta, inoltre, anche la seconda vittoria con l'Italia in Fed Cup: a Reggio Calabria la squadra azzurra (Schiavone, Pennetta, Roberta Vinci e Sara Errani) ha battuto 4-0 le statunitensi, confermando anche il ranking di prima squadra nazionale femminile del mondo certificato dalla Federazione Internazionale Tennis. Schiavone ha contribuito al successo superando, nella prima giornata, Melanie Oudin in due set.
Nell'aprile 2010 ha vinto a Barcellona il suo terzo titolo, al termine di una finale contro la sua connazionale Roberta Vinci.

### 2010 - La vittoria al Roland Garros
Presentatasi al torneo femminile del Roland Garros 2010 da numero 17 del ranking, la Schiavone dopo avere sconfitto nei primi due turni Regina Kulikova (con difficoltà, essendo stata sotto di un break nel terzo set) e Sophie Ferguson, elimina al terzo la testa di serie n.11 ed ex-top ten Li Na e agli ottavi la numero 30 del seeding Marija Kirilenko giungendo così per la quarta volta ai quarti di finale di uno slam dove sconfigge la numero tre del mondo Caroline Wozniacki.
In semifinale usufruisce poi del ritiro di Elena Dement'eva, che aveva perso il primo set 6-7 al Tie-break, diventando la prima donna italiana, quarta italiana in assoluto dopo De Stefani, Pietrangeli e Panatta, a raggiungere la finale di un torneo dello Slam, migliorando così il record femminile detenuto dalle semifinaliste Maud Rosenbaum (New York 1930), Annalisa Bossi (Parigi 1949) e Silvana Lazzarino (Parigi 1954); due giorni più tardi, battendo in finale per 6-4 7-6 (7-2 al tie break) Samantha Stosur, contro cui aveva perso pochi mesi addietro nel citato torneo di Osaka e vantava un saldo negativo di una vittoria contro quattro sconfitte, ha ritoccato il suo primato ed è divenuta la prima donna italiana a vincere un torneo dello Slam nonché la terza atleta in assoluto dopo Nicola Pietrangeli (vincitore a Parigi in due edizioni nel 1959 e 1960) e Adriano Panatta (ancora a Parigi, 1976).

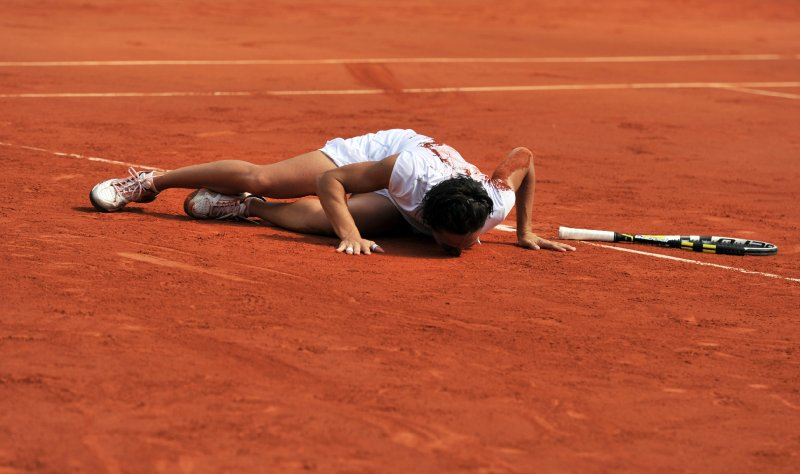
Francesca Schiavone bacia la terra rossa del Roland Garros dopo la sua vittoria (2010)

Francesca Schiavone è anche, nell'era-Open, la seconda più anziana vincitrice del primo Slam: ha vinto il torneo di Parigi all'età di 29 anni e 345 giorni, contro i 30 anni e 267 giorni della britannica Ann Haydon-Jones, campionessa a Wimbledon il 5 luglio 1969. Ha stabilito inoltre un altro primato, essendo la prima donna fuori dalle prime dieci del ranking ad avere vinto gli Open di Francia nell'era-Open e, più in generale, dal 1933. La vittoria le ha permesso di salire 11 posizioni nella classifica di merito WTA, e di attestarsi al numero 6 a partire dal 7 giugno 2010.
Dopo la vittoria al Roland Garros la milanese viene subito eliminata da Sorana Cîrstea al primo turno il 15 giugno sull'erba di Eastbourne e la settimana successiva, di nuovo al primo turno, a Wimbledon, dove si arrende alla russa Vera Duševina con il punteggio di 6-7 7-5, 6-1. Nel mese successivo non partecipa a nessun torneo. Rientra finalmente il 26 luglio al torneo di Istanbul come testa di serie n.1, ma perde malamente al secondo turno 6-4 6-2 con l'inglese Elena Baltacha. Stessa sorte nel torneo di Cincinnati contro Elena Vesnina. A Montréal, invece, riesce a superare due turni, con Ekaterina Makarova e una Dinara Safina precipitata al numero 70 del mondo, prima di perdere nei quarti da Caroline Wozniacki, curiosamente per 6-3 6-2, quasi uno specchio dei quarti di Parigi.
A settembre 2010 partecipa agli US Open a Flushing Meadows, dove giunge ai quarti di finale senza perdere un set, prima di essere sconfitta 7-6 6-4 dalla numero 3 del seeding Venus Williams in una serata caratterizzata dal vento che penalizzerà il suo gioco fatto di volée, palle corte e tagliate. Peraltro la sconfitta subita in questa occasione è l'ottava su otto partite giocate contro la ex numero 1 del mondo. Di quest'edizione dello Slam americano, rimarrà però nella memoria collettiva il colpo sotto le gambe realizzato contro Al'ona Bondarenko nell'incontro di terzo turno, sul punteggio di 6-1 4-5 e servizio Schiavone.
Al torneo di Tokyo, arriva in semifinale, dove perde di misura 6-4 7-5 contro Elena Dement'eva.
In virtù dei risultati di settembre e ottobre, il 4 ottobre 2010 migliora il suo ranking nella classifica WTA (da tre mesi è stabilmente numero 8) e riconquista per la seconda volta la posizione numero 6 tra le prime dieci al mondo.
Il 7 ottobre 2010, per effetto della semifinale di Tokyo e dei quarti di finale di Pechino, si qualifica per il Masters di fine anno, in programma a Doha tra il 26 e il 31 ottobre. Diventa la terza italiana a raggiungere tale obiettivo, dopo Raffaella Reggi nel 1986, 1987 e 1989, e Silvia Farina nel 2001 e 2002. È però la prima a qualificarsi con l'attuale formula del Masters a 8 partecipanti suddivise in due gironi invece delle 16 con eliminazione diretta.
Nel Masters di Doha, tuttavia, Francesca non riesce ad andare al di là del girone. Nel gruppo di Caroline Wozniacki, Elena Dement'eva e Samantha Stosur, perde proprio da quest'ultima il primo incontro. Salita 4-0 con 16 punti a 3 di parziale, la milanese si fa rimontare e perde il primo set, e successivamente anche la partita per 6-4 6-4. Contro la Wozniacki, Francesca lotta ad armi pari per un set, vinto 6-3, prima di cedere i due successivi per 6-1 6-1 (anche se il punteggio non fotografa affatto un match molto lottato da ambo le parti). A eliminazione già stabilita, c'è almeno il successo contro Elena Dement'eva per 6-4 6-2, in quello che si scoprirà essere, a partita appena conclusa, l'ultimo match della carriera della tennista russa. Quest'ultima ha poi affermato di non avere detto all'avversaria che quello sarebbe stato il suo ultimo match allo scopo di non falsare in qualche modo il suo rendimento in partita.
Per Francesca però nel 2010 c'è un ultimo appuntamento: la finale di Fed Cup a San Diego. Nel singolare d'apertura supera Coco Vandeweghe, schierata a sorpresa da Mary Joe Fernández, per 6-2 6-4, ma il giorno dopo, l'incontro che dovrebbe dare la vittoria all'Italia si trasforma, per la milanese, in una prestazione incolore contro Melanie Oudin, che disputa il miglior match di un anno opaco e vince 6-3 6-1, senza impedire comunque all'Italia, grazie alla decisiva vittoria di Flavia Pennetta, di aggiudicarsi il trofeo per la terza volta in cinque anni.

### 2011 - Seconda finale Slam e numero 4 del mondo
Il 23 gennaio 2011 accede per la prima volta in carriera ai quarti di finale dell'Australian Open, eliminando la russa Svetlana Kuznecova con il punteggio di 6-4 1-6 16-14 e salvando ben sei match point per proprio merito. L'incontro, durato 4 ore e 44 minuti, è il secondo più lungo mai disputato nella storia del singolare femminile del torneo, nonché nella storia di tutti e quattro i tornei del Grande Slam.
Nei quarti di finale, contro la numero 1 del mondo Caroline Wozniacki, l'italiana si arrende in tre set per 6-3 3-6 3-6. Questo risultato le garantisce di raggiungere la quarta posizione del ranking, la più alta di un italiano dal 1973, anno dell'introduzione del computer, eguagliando Adriano Panatta.

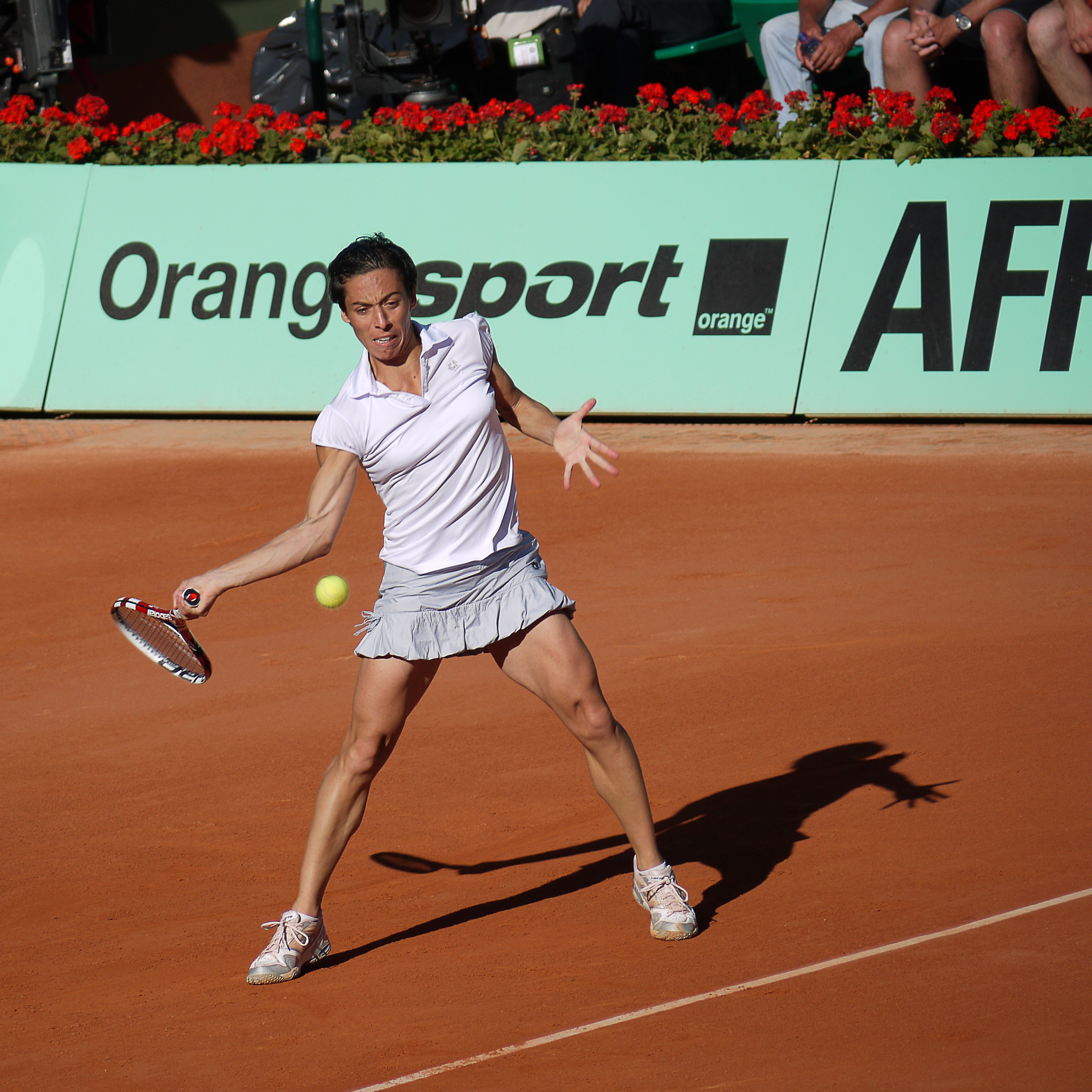
Schiavone durante il Roland Garros 2011

Si presenta al Roland Garros da campionessa in carica. Arriva facilmente ai quarti senza perdere neanche un set, dove affronta Anastasija Pavljučenkova; sotto 1-6 1-4 Francesca riesce a rimontare e a vincere un match incredibile chiuso con il punteggio di 1-6 7-5 7-5. Il 2 giugno del 2011, battendo la francese Marion Bartoli con il punteggio di 6-3 6-3, raggiunge per la seconda volta consecutiva la finale, dove viene però sconfitta dalla cinese Li Na in due set con il punteggio di 6-4, 7–6(0) nel tie-break. Con la finale raggiunta e persa è scesa al numero 7 della classifica WTA.
Festeggia i suoi 31 anni proprio nel giorno d'esordio a Wimbledon dove batte al primo turno Jelena Dokić; nello stesso giorno la Schiavone si toglie anche la soddisfazione di giocare nel Campo Centrale con il tetto coperto (prima italiana in assoluto ad avere tale possibilità). Tuttavia, dopo avere avuto serie difficoltà a vincere i primi turni, si fa eliminare a sorpresa al terzo turno da Tamira Paszek 10-8 al terzo set. Anche agli US Open non va oltre gli ottavi di finale dove viene stoppata dalla russa Pavlyuchenkova, che si prende così la rivincita della sconfitta nei quarti di Parigi qualche mese prima.
Arriva al China Open di Pechino come una delle teste di serie: vince il primo turno con la qualificata Bojana Jovanovski ma si fa sconfiggere successivamente da Dominika Cibulková con un secco 6-2 6-2. Nonostante un'ottima stagione, non riesce a qualificarsi per il Masters di fine anno come nel 2010.

### 2012 - 5º titolo in carriera e ottavi a Wimbledon

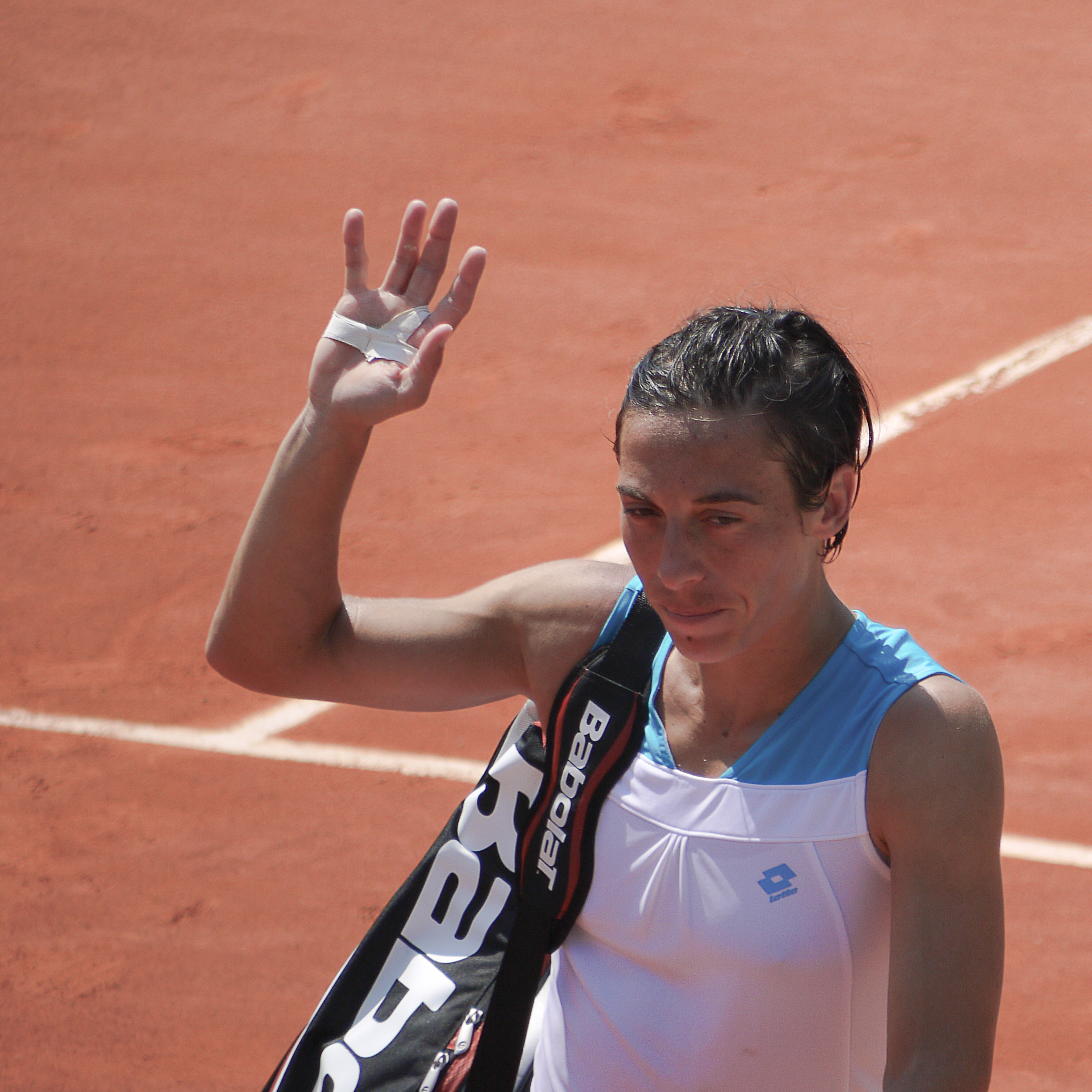
Francesca Schiavone nel 2012

Inizia l'anno raggiungendo la semifinale al torneo di Brisbane, sconfitta in semifinale dall'estone Kaia Kanepi. Mentre agli Australian Open esce inaspettatamente al secondo turno contro Romina Oprandi.
Nel mese di febbraio la Schiavone disputa il torneo di Doha e viene eliminata al secondo turno da Yanina Wickmayer, mentre la settimana seguente viene eliminata al secondo turno del torneo di Dubai da Ana Ivanović per 6-1 7-5.
Ad Indian Wells esce al terzo turno contro la ceca Lucie Šafářová anche a causa di un problema fisico. Anche nel successivo torneo di Miami non va oltre il secondo turno contro, sconfitta stavolta da Ksenija Pervak.
Il 26 maggio conquista il suo 5º titolo WTA vincendo gli Internationaux de Strasbourg grazie alla vittoria finale sulla francese Alizé Cornet con il punteggio di 6-4 6-4. Grazie a questo risultato risale al 12º posto nella classifica WTA. Erano passati quasi 2 anni dall'ultimo titolo WTA vinto dalla Schiavone. Arriva a Parigi con molta fiducia e determinazione ma, dopo le due eccezionali edizioni precedenti, disputa un Roland Garros deludente, sconfitta al terzo turno dalla statunitense Varvara Lepchenko con il punteggio di 3-6 6-3 8-6. Con questo risultato perde i punti della finale raggiunta l'anno precedente, scendendo quindi alla posizione nº 27 del ranking mondiale.
Sull'erba l'andazzo iniziale pare quello della stagione: all'AEGON Classic di Birmingham, esce sconfitta subito dalla giapponese Misaki Doi. All'UNICEF Open di 's-Hertogenbosch, è capace di superare due turni ma non senza patemi: contro Marija Kirilenko, rimonta da uno svantaggio di 5-3 nel terzo set, contro Irina-Camelia Begu si trova in svantaggio per 0-6 nel tie-break del terzo set, ma annulla incredibilmente tutti i match point, più altri due successivamente e chiude 10-8. Contro Kim Clijsters perde nei quarti di finale in un match a tratti contrassegnato da un alto contenuto tecnico. Al Torneo di Wimbledon 2012, le tocca in sorte la padrona di casa Laura Robson al primo turno riuscendo a trionfare al terzo set per 2–6, 6–4, 6–4. Al turno successivo, è Kristýna Plíšková a cedere per 6-4 6-4, mentre al terzo turno è la volta di Klára Zakopalová, sconfitta per 6-0 6-4. Agli ottavi viene sconfitta dalla campionessa uscente Petra Kvitová con il punteggio 4-6 7-5 6-1. Anche in doppio si toglie belle soddisfazioni con l'amica Flavia Pennetta: negli ottavi di finale, le due eliminano le campionesse in carica del torndo Květa Peschke (Rep.Ceca) e Katarina Srebotnik (Slovenia), coppia n. 3 del mondo. Il 5 luglio con il risultato di 6-2 6-7 6-4 battono le spagnole Nuria Llagostera Vives e María José Martínez Sánchez (coppia n. 9 del tabellone) raggiungendo la loro prima semifinale in doppio a Wimbledon. La coppia perderà contro le ceche che nei quarti avevano eliminato le italiane nº 2 del tabellone Sara Errani e Roberta Vinci. Alla fine del torneo Francesca sale al nº 22 in singolare e al nº 44 in doppio (nella specialità era la nº 87, prima di partecipare al torneo).
Partecipa alla sua terza Olimpiade consecutiva ai Giochi della XXX Olimpiade di Londra, perdendo al secondo turno contro la grande rivale Vera Zvonarëva con il punteggio di 6-3 6-3. Partecipa anche al torneo di doppio in coppia con Flavia Pennetta, ma le due vengono sconfitte al secondo turno.
Nel torneo di Cincinnati, sul cemento americano, viene battuta all'esordio dalla giovane promessa italiana Camila Giorgi con il punteggio di 6-1 6-3. Anche agli US Open esce subito al primo turno per mano di Sloane Stephens per 6-3 6-4.

### 2013 - 6º titolo in carriera e ottavi al Roland Garros

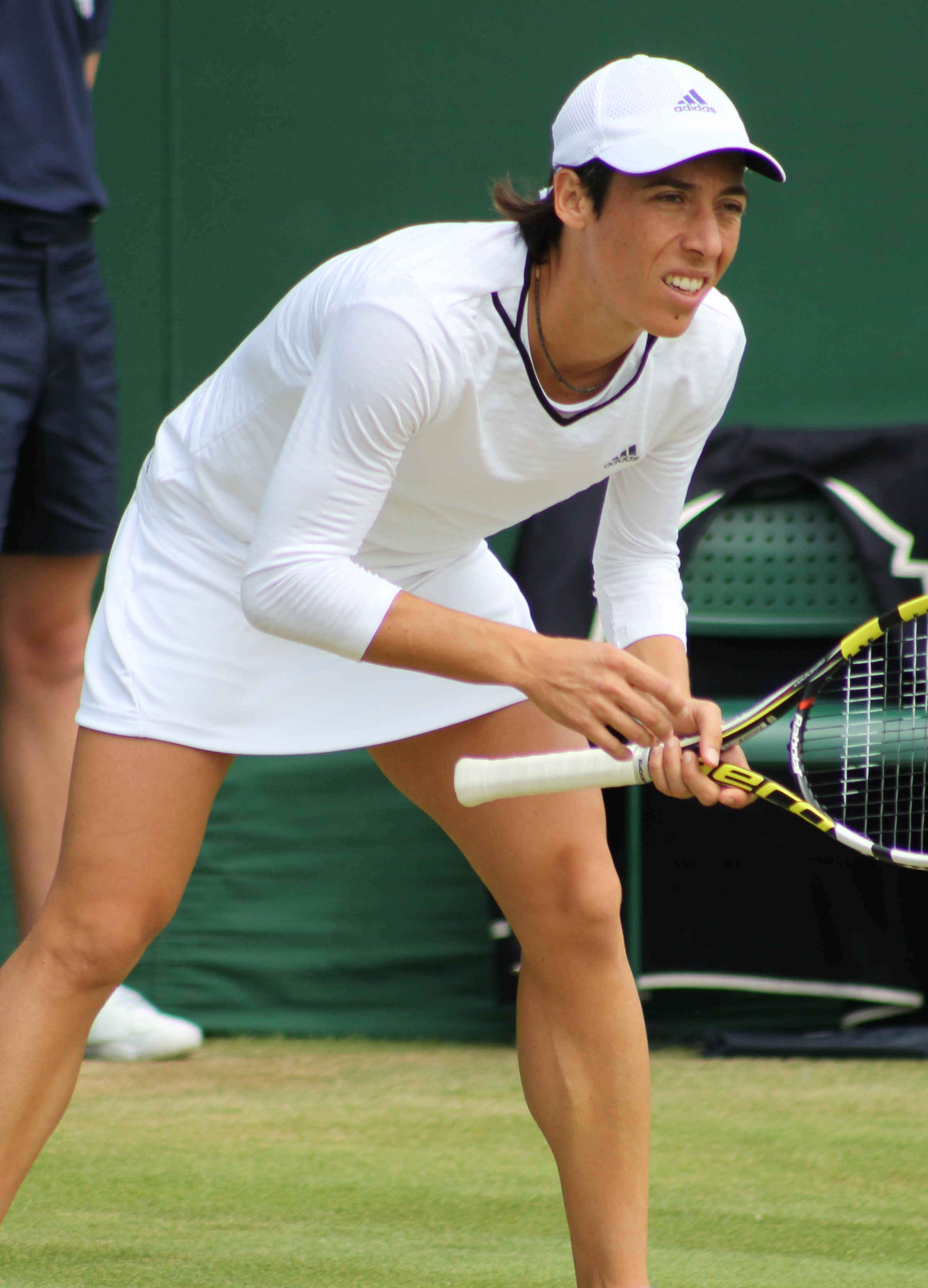
Francesca a Wimbledon

Inizio in salita nel 2013 per Francesca, eliminata al primo turno sia a Hobart (dove era testa di serie numero sei) da Kirsten Flipkens, che agli Australian Open, dove viene sconfitta da Petra Kvitová per 6-4 2-6 6-2 in un match comunque molto lottato.
A febbraio, scivolata oltre la cinquantesima posizione nel ranking mondiale, non riesce a entrare nel main draw dell'Open GDF Suez di Parigi perdendo al primo turno di qualificazione contro la francese Caroline Garcia. Anche a Doha viene eliminata all'esordio da un'altra francese, Marion Bartoli. La prima vittoria arriva a Bogotà dove, da numero quattro del tabellone, arriva al secondo turno perdendo contro l'argentina Paula Ormaechea (che poi raggiungerà la sua prima finale WTA). Ad Acapulco raggiunge i quarti, dove viene sconfitta per 6-7, 6-4, 6-2 da Carla Suárez Navarro, rientrando così tra le prime cinquanta giocatrici al mondo.
A marzo, dopo avere battuto Flavia Pennetta in un derby tutto italiano, perde 6-2 6-1 al secondo turno di Indian Wells contro Marija Šarapova e successivamente raggiunge il secondo turno anche a Miami, mentre a Charleston viene battuta subito al primo turno.
Disputa un ottimo torneo, invece, a Marrakech dove, senza cedere neanche un set in tutto il torneo, batte in successione Petra Martić, Simona Halep, Alizé Cornet e Chanelle Scheepers e raggiunge la finale dove supera la spagnola Lourdes Domínguez Lino con il risultato di 6-1 6-3, aggiudicandosi così il 6º titolo WTA della carriera.
Tuttavia il seguito della stagione sulla terra rossa riserva altre delusioni alla tennista milanese: dopo il secondo turno raggiunto all'Estoril, viene infatti eliminata al debutto sia a Madrid sia a Roma, dove viene subito sconfitta da Kiki Bertens 7-5, 6-2.
Si riscatta al Roland Garros, dove esordisce battendo al primo turno l'ungherese Melinda Czink 6-0 7-6 e sconfiggendo al secondo turno in tre set la testa di serie nº 21 Kirsten Flipkens; al turno successivo sconfigge a sorpresa la francese nº13 del ranking Marion Bartoli con il punteggio netto di 6-2 6-1. Torna negli ottavi dopo tre anni dall'ultima volta, ma qui è costretta a cedere alla nº3 del mondo Viktoryja Azaranka per 6-3 6-0.
Inaugura la stagione sull'erba all'AEGON Classic di Birmingham come testa di serie nº 15. Superate la georgiana Anna Tatišvili per 2-6 6-3 7–6(3) al primo turno, l'ucraina Nadežda Kičenok per 7–6(4) 6-2 al secondo e la neozelandese Marina Eraković al terzo turno per 7–6(3) 6-3, viene battuta ai quarti dalla futura vincitrice del torneo, Daniela Hantuchová dopo quasi tre ore e mezza di gioco, con il punteggio di 7–6(8) 4-6 7–6(3). A Wimbledon perde subito al primo turno dalla tedesca Sabine Lisicki (poi finalista del torneo) per 6-2 6-1; prende parte anche al tabellone di doppio e di doppio misto, venendo però anche qui estromessa all'esordio.
La stagione sul cemento americano è deludente: a Cincinnati è costretta a partire dalle qualificazioni, venendo subito sconfitta dalla britannica Heather Watson in tre set. Agli U.S. Open la sua classifica bassa le pone di fronte al primo turno la nº1 del mondo Serena Williams che le infligge un sonoro 6-0 6-1.
Prima di terminare la stagione, prende parte al torneo di Seul dove, con una buona prestazione, elimina nei quarti di finale la tedesca Andrea Petković in tre set, arrivando quindi in semifinale dove viene estromessa. Nel Wta Premier di Pechino arriva fino agli ottavi dove incontra di nuovo Serena Williams; a differenza di quanto accaduto poche settimane prima nello Slam americano, la Schiavone disputa un ottimo match nonostante venga battuta per 6-4 7-5, dopo essere stata avanti 5-3 nel secondo set.

### 2014 - Ottavi agli Internazionali d'Italia

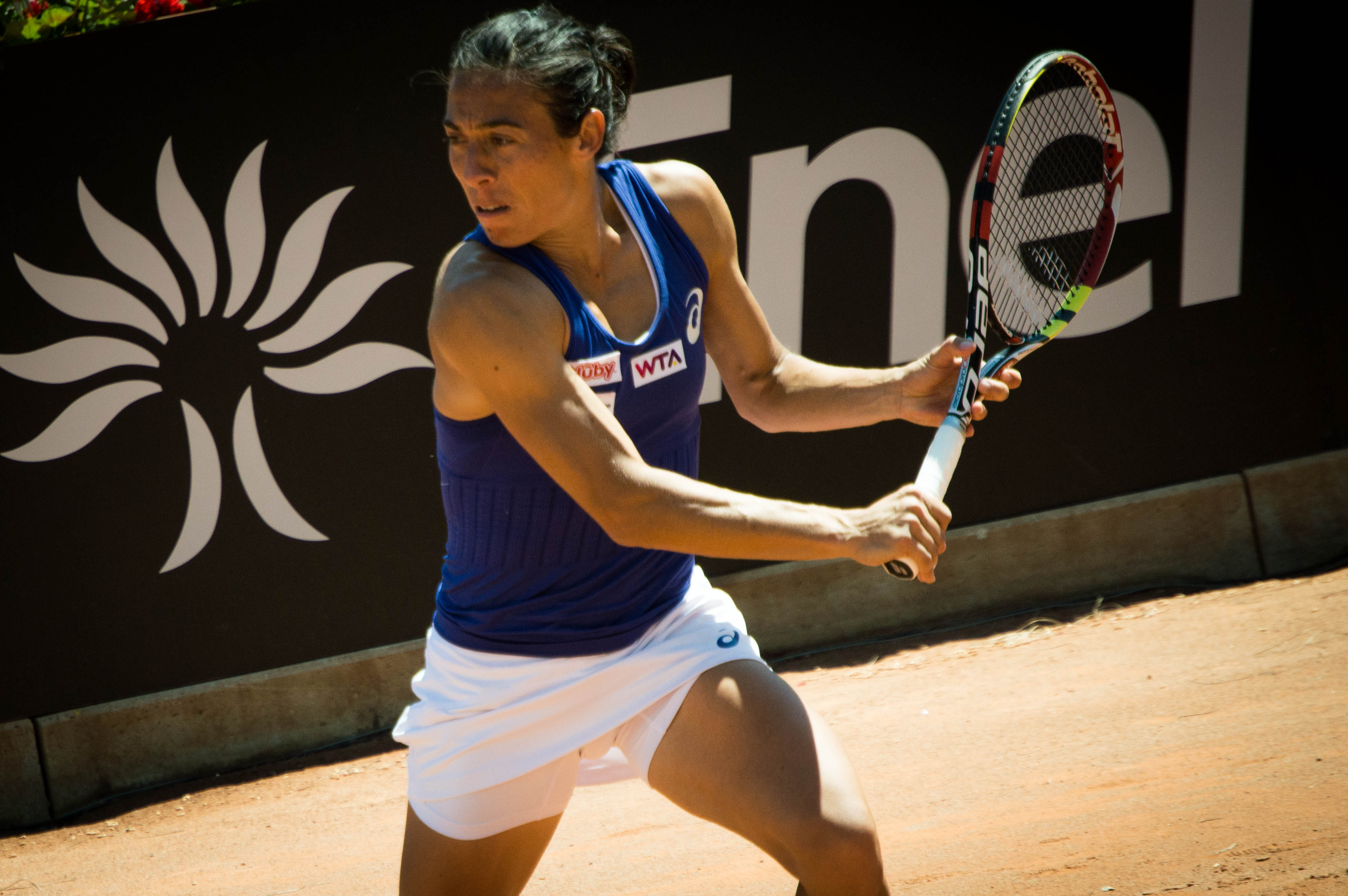
Francesca a Roma nel 2014

Francesca inizia l'anno con due eliminazioni al primo turno: a Brisbane contro la Jankovic e a Sydney viene estromessa dalla Šafářová in due set. Delude anche agli Australian Open dove viene sconfitta al primo turno da Dominika Cibulková, che arriverà poi in finale. Sconfitte all'esordio arrivano anche nei seguenti tornei di Parigi, Doha, Rio de Janeiro, Florianopolis.
Per trovare la prima vittoria annuale bisogna arrivare a Indian Wells dove sconfigge al primo turno Mona Barthel, ma viene sconfitta nell'incontro seguente da Samantha Stosur. A Miami non supera il primo turno. A Katowice supera la qualificata russa Vera Duševina, numero 143 del mondo, per 6-0 6-2, prima di perdere al secondo turno con la numero uno del torneo Agnieszka Radwańska.
Quando si presenta a difendere il titolo di Marrakech occupa la posizione 48 del ranking WTA e accede al tabellone come testa di serie nº 8; il sorteggio le pone di fronte la qualificata spagnola Beatriz García Vidagany, numero 247 del mondo che la sconfigge in 66 minuti per 6-3 6-2.
Al torneo di Madrid sulla terra rossa supera al primo turno la russa Elena Vesnina in un match combattutissimo, ma al secondo turno si profila un derby tutto azzurro con Sara Errani che la sconfigge in 65 minuti per 6-3 6-1.
Partecipa agli Internazionali BNL d'Italia dove disputa un ottimo torneo nel quale batte la canadese Eugenie Bouchard 6-3 6-4 e la giovane spagnola Garbine Muguruza Blanco al Tie-Break del terzo set. Torna quindi negli ottavi di finale a Roma dopo tre anni, ma cede ad Agnieszka Radwańska per 6-4 6-1.
Non brilla al Roland Garros dove viene sconfitta all'esordio dalla croata Tomljanovic per 6-3 6-3. L'uscita dei punti degli ottavi di finale del 2013 la fanno scivolare oltre la 70ª posizione in classifica. Si prepara ad affrontare la stagione sull'erba prendendo parte ai tornei di H'ertogenbosch, dove supera la cinese Shuai Peng 6-3 6-4 ma viene sconfitta in seguito dall'americana Sloane Stephens per 6-2 6-4, e a Eastbourne dove supera le qualificazioni ma esce all'esordio per mano di Ekaterina Makarova per 7-5 6-3. Anche a Wimbledon esce al primo turno, battuta stavolta da Ana Ivanović per 7-6 6-4 (nel Tie-Break del primo set Francesca era avanti 4-0 subendo poi la rimonta della serba fino all'8-6 finale).
Disputa una buona stagione sul cemento americano. Parte dalle qualificazioni nel torneo di Cincinnati ma viene fermata all'ultimo turno da Nicole Gibbs per 6-3 4-6 6-2. A Istanbul arriva fino a quarti di finale battuta dalla francese Kristina Mladenovic con il punteggio di 3-6 6-3 7-5. Partecipa anche al torneo di Baku dove si spinge fino in semifinale dove viene sconfitta dall'ucraina Elina Svitolina per 3-6 6-1 6-4. È la prima semifinale Wta che la Schiavone raggiunge dopo quasi un anno di digiuno. Non brilla invece agli US Open dove cede all'americana Vania King per 6-3 3-6 6-3. A 34 anni, da nº74 del mondo e con l'uscita al primo turno da sei Slam consecutivi, la Schiavone conferma ai microfoni della Gazzetta dello Sport di volere continuare a giocare ancora con tanta voglia e divertimento.
Inizia il tour asiatico raggiungendo la semifinale al torneo di Hong Kong dove viene sconfitta da Sabine Lisicki, mentre esce subito al primo turno nei tornei di Seul, Wuhan, Pechino (sconfitta dall'amica-rivale Samantha Stosur) e Tianjin.
Torna a vincere una partita nel torneo francese di Limoges: si spinge fino in semifinale (la terza della stagione) dove viene battuta da Tereza Smitková 6-3 6-2, concludendo l'anno da nº78 del mondo.
Il 15 dicembre viene premiata dal CONI con il Collare d'Oro al Merito Sportivo insieme alle colleghe-amiche Roberta Vinci e Flavia Pennetta per la vittoria della Fed Cup nel 2013.

### 2015 - L'uscita dalla Top100
Inizia l'anno con una sconfitta al primo turno sia ad Auckland e sia nelle qualificazioni del torneo Premier di Sydney. Anche agli Australian Open viene eliminata subito all'esordio dall'americana Coco Vandeweghe per 6-2 6-2.
La prima vittoria stagionale arriva nelle qualificazioni del torneo Premier di Anversa, battendo in successione Ljudmyla Kičenok 6-2 6-1, Océane Dodin 6-4 6-2 e Anna-Lena Friedsam 7-5 6-2. Accede così al tabellone principale dove batte Klára Koukalová 6-3 6-1 e la numero dieci del mondo Angelique Kerber 6-1 6-1 (era dal gennaio 2012 che la Schiavone non batteva una Top 10); nei quarti di finale deve però arrendersi alla spagnola Carla Suárez Navarro che la estromette per 6-3 6-2.
Anche nel seguente torneo di Doha è costretta a partire dalle qualificazioni, dove al primo turno batte la numero uno del tabellone Belinda Bencic 6-7 6-2 6-2, prima di fermarsi nel turno successivo contro Stefanie Vögele che la batte per 6-2 6-3. A Monterrey raggiunge gli ottavi di finale, dove però è costretta a cedere alla terza testa di serie Caroline Garcia per 7-6 6-0.
Delude nei ricchi tornei americani di Indian Wells, sconfitta all'esordio dalla qualificata Lin Zhu in tre set, e a Miami, dove nel primo turno delle qualificazioni la sorte le mette contro di nuovo la cinese Zhu che la batte con un netto 6-4 6-0. Sconfitte al primo turno arrivano anche nei seguenti tornei su terra rossa di Bogotà, Madrid e Roma, battuta in quest'ultima occasione da Karin Knapp per 6-4 6-1 in derby tutto italiano. Le cose non vanno meglio a Strasburgo, dove viene eliminata al secondo turno.

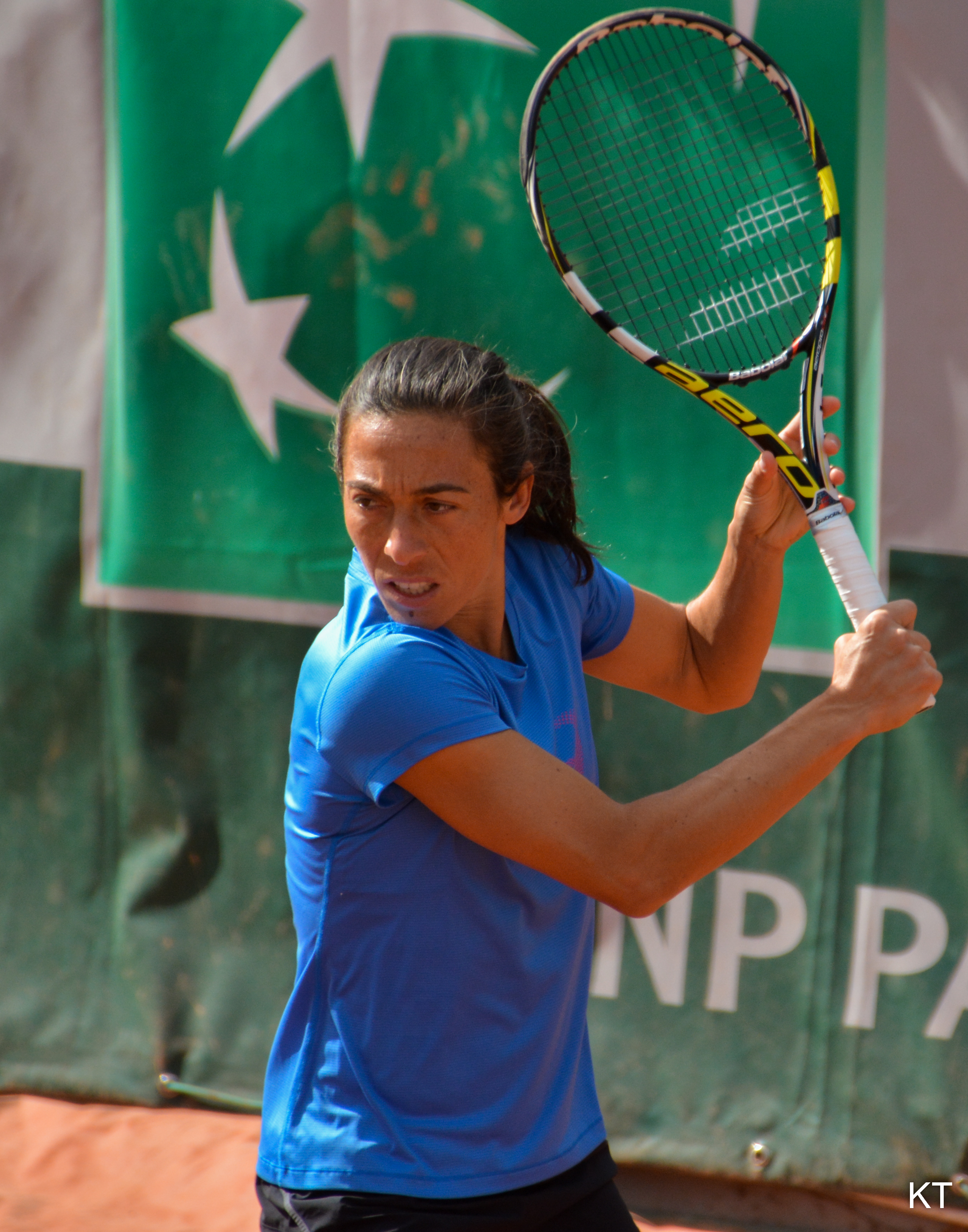
Francesca Schiavone durante gli Open di Francia 2015

Si presenta al Roland Garros da nº92 del mondo; all'esordio batte la cinese Qiang Wang 3-6 6-3 6-4, tornando così a vincere una partita in un torneo del Grande Slam dopo 6 eliminazioni consecutive al primo turno. Batte poi Svetlana Kuznecova 6-7 7-6 10-8 (annullandole un match point) dopo una battaglia durata 3 ore 50 minuti di gioco, mentre al terzo turno deve arrendersi ad Andreea Mitu che la batte 7-5 6-4.
Dopo essere uscita all'esordio sia a Nottingham che nelle qualificazioni del torneo Premier di Eastbourne, arriva a Wimbledon tagliando l'incredibile traguardo dei 60 tornei del Grande Slam giocati consecutivamente dal 2000 a oggi; al primo turno cede però a Sara Errani per 6-2 5-7 6-1 in un derby tutto italiano.
Inizia la stagione sul cemento partecipando al torneo di Istanbul battendo Sesil Karatančeva con un sonoro 6-0 6-1, si aggiudica poi il derby azzurro contro Camila Giorgi per 6-4 7-6 mentre nei quarti di finale cede a Kirsten Flipkens 6-2 6-4. A Baku invece non riesce a difendere la semifinale dell'anno prima, arrendendosi al primo turno contro Donna Vekić per 6-4 6-2. Anche agli US Open, l'ultimo Slam dell'anno, viene estromessa all'esordio da Yanina Wickmayer per 6-3 6-1; questo le causa l'uscita dalle Top100 del ranking WTA dopo esservi rimasta per 783 settimane consecutive.
A Guangzhou viene sconfitta al secondo turno da Jelena Janković in tre set; il match perso contro la serba diventa il millesimo della sua carriera da professionista in singolare, avvicinandosi così sempre di più al numero di match disputati in carriera da Steffi Graf e Arantxa Sánchez Vicario. Nel Premier di Wuhan è invece costretta a partire dalle qualificazioni, ma viene battuta subito all'esordio da Ajla Tomljanović sempre in tre set. Anche ad Hong Kong lotta ma cede in tre set alla numero nove del mondo Angelique Kerber per 6-7 6-2 6-3 al primo turno.
Disputa l'ultimo torneo dell'anno a Limoges raggiungendo, come nel 2014, la semifinale battendo in sequenza Krystina Pliskova 6-4 6-3, Mandy Minella 6-2 6-3, beneficia poi del ritiro di Margarita Gasparyan sul 7-6 in suo favore; cede invece nel penultimo atto a Louisa Chirico per 6-3 7-6.

### 2016 - 7º titolo in carriera
Francesca comincia il suo anno all'ASB Classic ad Auckland, dove si arrende al primo turno contro la qualificata Tamira Paszek in tre set.
Gioca dunque come secondo torneo stagionale il primo slam dell'anno in Australia. Data la classifica è costretta a giocare le qualificazioni per entrare nel main draw ed eguagliare il record di partecipazioni consecutive nei tabelloni principali degli slam detenuto da Ai Sugiyama. Al primo turno schiaccia la belga Mestach dopo due primi set piuttosto tirati e un terzo set vinto con il netto punteggio di 6-0. Al secondo turno, contro la francese Razzano, con la quale aveva perso l'ultimo confronto diretto lo scorso anno a Strasburgo, perde il primo set per 6-1. Nel secondo l'italiana non molla e a fatica si porta a casa il set per 6-4. Nonostante la bella reazione, Francesca cede nel terzo perdendo nuovamente 6-1 e facendo svanire così la possibilità di ritoccare il record appartenente alla nipponica. A febbraio viene convocata in Fed Cup da coach Barazzutti anche se non scende mai in campo nel week-end contro la squadra francese guidata dall'ex giocatrice Amélie Mauresmo.

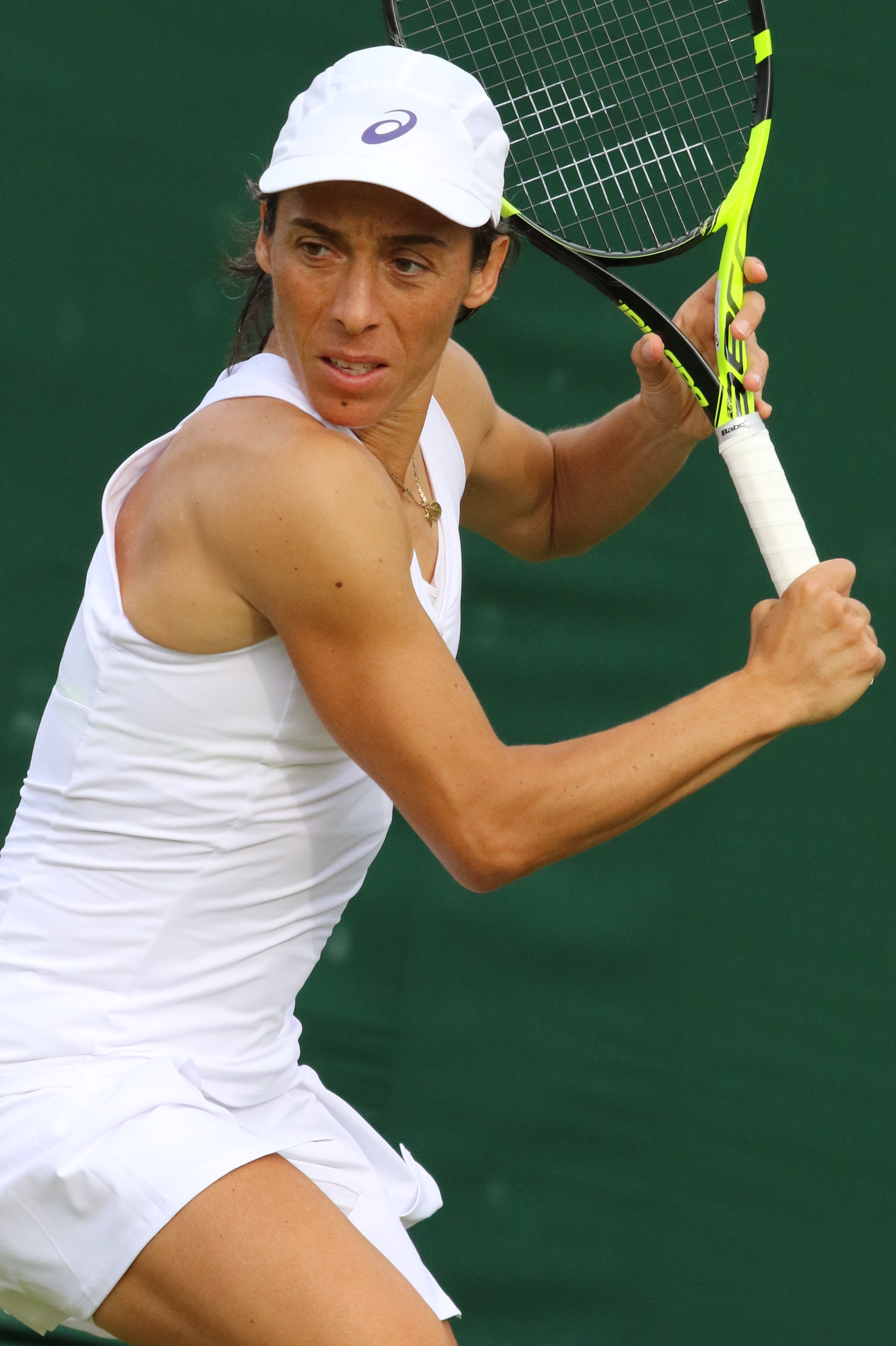
Francesca Schiavone nel 2016

Vola così a Rio de Janeiro per giocare un international su terra. Comincia bene la settimana con un netto 6-1 6-1 sulla testa di seria numero 7 del tabellone principale nonché numero 90 del mondo Tatjana Maria. Al secondo turno batte, dopo una dura battaglia, la colombiana Mariana Duque-Marino con il punteggio di 6-4 4-6 7-5. Giunge così al suo primo quarto di finale WTA da istanbul 2015. Qui affronta la qualificata olandese Cindy Burger, numero 187 delle ultime classifiche WTA. La Burger, nonostante provenisse dalle qualificazioni, aveva ben impressionato battendo al primo turno la numero 64 del mondo Christina Mchale, una delle favorite per la vittoria finale. La Schiavone si impone però dopo due ore e mezzo di gioco con il punteggio di 3-6 7-6 6-3. Per la trentacinquenne italiana è la prima semifinale WTA dal lontano torneo di Hong Kong nel 2014. In semifinale la milanese s'impone sulla tennista croata meno nota Petra Martić con il punteggio abbastanza netto di 6-3 6-3 ritornando in finale dal lontano torneo WTA di Marrakech nel 2013. In finale la Schiavone si impone su Shelby Rogers (che la precedeva nel ranking mondiale di una posizione) con 2-6 6-2 6-2. Con il titolo di Rio de Janeiro la Schiavone si aggiudica il suo 7º titolo WTA in carriera e diventa la quarta vincitrice più anziana ad aggiudicarsi un trofeo WTA in era Open: in questa speciale classifica scavalca di un solo giorno la coetanea Venus Williams, vincitrice solo sette giorni prima di un torneo a Taiwan. Grazie a questa splendida e inaspettata settimana Francesca si porta in novantaquattresima posizione mondiale. A Monterrey perde subito da Kirsten Flipkens in 2 set. La milanese partecipa alle qualificazioni del Miami Open 2016 dove sconfigge Xinyun Han (6-2 al terzo) e Sorana Cirstea (6-2 6-4). Nel main-draw viene immediatamente eliminata dall'americana Irina Falconi.

### 2017 - L'ottavo titolo e vittoria numero 600 in carriera
Inizia l'anno tentando le qualificazioni a Brisbane ma, una volta raggiunto il terzo e ultimo turno, viene sconfitta dalla Krunić in due set. In seguito ottiene una wild card per il torneo di Hobart dove però perde contro la croata Fett. Grazie al ranking migliorato rispetto all'anno precedente, quando non era riuscita a superare le qualificazioni, può partecipare agli Australian Open per la sedicesima volta in carriera; incontra la qualificata americana Boserup che la supera per 6-2, 6-4. Anche a Taipei incontra una qualificata, Dalila Jakupovič, e di nuovo viene superata in due set. A febbraio torna a vestire la maglia azzurra di Fed Cup per il primo turno del World Group II contro la Slovacchia. Nel match d'apertura Francesca porta il primo punto all'Italia battendo Anna Karolína Schmiedlová ma, nel decisivo incontro con Rebecca Šramková concede il punto decisivo alla squadra avversaria, perdendo 6-2, 6-4.
Nel frattempo, persi i punti del successo di Rio, retrocede oltre la 150ª posizione e la partecipazione ai tornei del circuito principale si fa ancora più difficile.
Nemmeno ad Acapulco riesce a cogliere il primo successo dell'anno nel tabellone principale in un torneo WTA: viene battuta dalla campionessa olimpica Puig in due set. Riesce a superare la qualificazioni di Indian Welles battendo Kozlova e Kostova. Al primo turno viene però superata da Louisa Chirico con un doppio 6-3. Meno fortunata la partecipazione alle qualificazioni di Miami dove supera di nuovo Kozlova ma perde con Nara. Grazie a una wild card prende parte al torneo di Monterrey ma il sorteggio le oppone la numero uno del mondo Angelique Kerber dalla quale viene sconfitta 6-4 0-6 4-6.
Con un'altra wild card partecipa al Claro Open di Bogotá dove riesce a condurre un torneo praticamente perfetto. Senza mai perdere un set, elimina prima Tig (6-3, 6-4), si prende poi la rivincita contro Jakupovič concedendole solo tre games e ai quarti affronta la numero uno del tabellone Kiki Bertens superandola agevolmente per 6-1, 6-4. In semifinale elimina Larsson per 7-5, 6-4 e affronta così la sua diciannovesima finale del circuito WTA contro Lara Arruabarrena. Nel primo set Schiavone controlla l'avversaria, strappandole il servizio in apertura di match e, pareggiato il contro dei break nel nono gioco, conquista il break decisivo nel game successivo. Nel secondo set è Arruabarrena a condurre per lunghi tratti, conquistando ben quattro set point finché la Leonessa strappa il servizio alla spagnola chiudendo dopo cento minuti per 7-5. Grazie al successo recupera 64 posizioni nel ranking femminile garantendosi per la diciassettesima volta consecutiva l'accesso al main draw di Parigi.
Ma la striscia positiva della tennista milanese è destinata ad allungarsi: a Rabat raggiunge infatti di nuovo la finale, eliminando in sequenza la testa di serie numero quattro Babos (6-4, 6-1), la qualificata Dabrowski (6-4, 6-4), la tedesca Maria (6-1, 4-6, 6-3) e la statunitense Lepchenko (7-5, 6-4). Nella finale del torneo marocchino la sfida è con la numero uno del torneo, Anastasia Pavlyuchenkova, sedicesima nel ranking WTA, che, come la Schiavone, raggiungeva la sua seconda finale consecutiva (aveva battuto la numero uno del mondo Kerber a Monterrey) eliminando in semifinale Sara Errani. Nonostante il mal di schiena che l'ha afflitta praticamente per tutto il torneo costringendola a giocare con un busto, Schiavone riesce a tenere testa alla russa per oltre cento minuti, cedendo però il titolo con un doppio 7-5. Grazie a questo risultato recupera nella classifica femminile fino alla posizione 77, diventando momentaneamente la seconda italiana in classifica, dopo Roberta Vinci, e la migliore azzurra nella Race to Singapore, la classifica basata sui risultati 2017.
La restante parte della stagione su terra rossa si contraddistingue più per le polemiche, comunque non alimentate dalla tennista, legate alla mancata wild card per gli Internazionali d'Italia (soprattutto in virtù di quella concessa a Maria Sharapova, rientrante dalla squalifica per doping) che le impediscono di dare l'addio al torneo di casa, che per i risultati a Madrid, dove invece è ammessa proprio grazie a una wild card, e al Roland Garros. In questi due tornei perde al debutto rispettivamente contro Larsson (5-7, 6-3, 6-1) e Muguruza: la sfida con la campionessa uscente ha luogo sul campo centrale parigino, lo stesso dove sette anni prima Schiavone aveva conquistato il primo titolo slam della storia del tennis femminile italiano: al di là dell'esito finale del match contro la numero cinque del mondo (la spagnola si impone 6-2, 6-4), uno scenario d'eccezione accoglie il probabile addio al torneo della ex campionessa. La stagione sull'erba si apre a Maiorca dove elimina al primo turno Eugenie Bouchard per 6(6)–7,6-4,6-3 prima di essere eliminata al turno successivo da Kristýna Plíšková per 3-6,6(7)–7. Supera le qualificazioni ad Eastbourne ma cede al primo turno da Peng Shuai per 3-6, 4-6. Al Torneo di Wimbledon batte all'esordio la lussemburghese Mandy Minella per 6-1,6-1 in 56 minuti di gioco, cede al secondo turno per mano della testa di serie n.4 Elina Svitolina per 6-3,6-0 in favore dell'ucraina. La stagione sul cemento americano riserva solo sconfitte sia a Stanford che agli US Open, mentre a Cincinnati non va oltre il secondo turno delle qualificazioni. Conclude comunque l'anno ancora tra le prime 100 del mondo.

### 2018 - Il ritiro
Inizia male la stagione perdendo all'esordio agli Australian Open per mano della testa di serie numero 7 Jeļena Ostapenko in due set, in quel di Newport Beach dove a eliminarla all'esordio è Anna Karolína Schmiedlová in tre set; non riesce poi a raggiungere il tabellone principale né a Doha (eliminata da Sofija Žuk) né a Indian Wells eliminata dalla svizzera Jil Teichmann. Non va oltre il primo turno neanche nel secondo WTA 125K a cui partecipa, l'Challenger Series di Indian Wells, eliminata da Yanina Wickmayer in due set veloci. Alle cinque sconfitte consecutive subite in questo primo frangente di stagione si aggiunge la brutta notizia del forfait al torneo di Bogotà; non potendo difendere il titolo dell'anno precedente per Francesca Schiavone si profila l'uscita dalle prime 150 tenniste del ranking con la pesante conseguenza dell'esclusione dal lotto delle partecipanti al Roland Garros dopo diciassette partecipazioni consecutive.
All'appuntamento parigino Schiavone si presenta da numero 256 del mondo e senza vittorie in stagione; iscritta al tabellone delle qualificazioni fa il suo esordio con la canadese Carol Zhao, che batte in tre set per proseguire la sua rincorsa al tabellone principale superando l'americana Loeb; il turno decisivo è anche il più convincente dei tre: il successo contro la Rodina si concretizza in meno di un'ora di gioco con il punteggio di 6-1, 6-0; per la diciottesima volta consecutiva Francesca può disputare al Roland Garros, trovando la slovacca Viktoria Kužmová, contro cui cede con un doppio 6(2)–7.
Il 5 settembre ha indetto una conferenza stampa a New York, nella sede dello US Open, in cui ha annunciato il ritiro dal tennis professionistico e la volontà di diventare coach.

## Dopo il ritiro
Nel 2019 fa la sua prima esperienza come coach al fianco di Caroline Wozniacki, incarico a cui deve rinunciare quando le viene diagnosticato un tumore per affrontare le cure del caso. Una volta guarita, da maggio a giugno 2021 è l'allenatrice di Petra Martić.
Prende parte agli Open di Francia 2022 nel torneo di doppio Leggende in coppia con Flavia Pennetta. Le due italiane si aggiudicano il trofeo superando in finale Dulko/Sabatini.

## Statistiche

### Singolare

#### Vittorie (8)
| Grande Slam (1)       |                       |
| WTA Championships (0) |                       |
| Prima del 2009        | Dal 2009              |
| Tier I (0)            | Premier Mandatory (0) |
| Tier II (0)           | Premier 5 (0)         |
| Tier III (1)          | Premier (1)           |
| Tier IV (0)           | International (5)     |

| N. | Data             | Torneo                                              | Superficie  | Avversaria in finale   | Punteggio     |
| 1. | 29 luglio 2007   | Gastein Ladies, Bad Gastein                         | Terra rossa | Yvonne Meusburger      | 6-1, 6-4      |
| 2. | 25 ottobre 2009  | Kremlin Cup, Mosca                                  | Cemento (i) | Vol'ha Havarcova       | 6-3, 6-0      |
| 3. | 17 aprile 2010   | Barcelona Ladies Open, Barcellona                   | Terra rossa | Roberta Vinci          | 6-1, 6-1      |
| 4. | 5 giugno 2010    | Open di Francia, Parigi                             | Terra rossa | Samantha Stosur        | 6-4, 7-6(2)   |
| 5. | 26 maggio 2012   | Internationaux de Strasbourg, Strasburgo            | Terra rossa | Alizé Cornet           | 6-4, 6-4      |
| 6. | 28 aprile 2013   | Grand Prix SAR La Princesse Lalla Meryem, Marrakech | Terra rossa | Lourdes Domínguez Lino | 6-1, 6-3      |
| 7. | 21 febbraio 2016 | Rio Open, Rio de Janeiro                            | Terra rossa | Shelby Rogers          | 2-6, 6-2, 6-2 |
| 8. | 15 aprile 2017   | Claro Open Colsanitas, Bogotà                       | Terra rossa | Lara Arruabarrena      | 6-4, 7-5      |

#### Sconfitte (12)
| Grande Slam (1)       |                       |
| WTA Championships (0) |                       |
| Prima del 2009        | Dal 2009              |
| Tier I (1)            | Premier Mandatory (0) |
| Tier II (3)           | Premier 5 (0)         |
| Tier III (2)          | Premier (0)           |
| Tier IV (2)           | International (3)     |

| N.  | Data              | Torneo                                          | Superficie    | Avversaria in finale     | Punteggio     |
| 1.  | 12 giugno 2000    | Tashkent Open, Tashkent                         | Cemento       | Iroda Tulyaganova        | 3-6, 6-2, 3-6 |
| 2.  | 6 gennaio 2003    | Canberra International, Canberra                | Cemento       | Meghann Shaughnessy      | 1-6, 1-6      |
| 3.  | 12 settembre 2005 | Commonwealth Bank Tennis Classic, Bali          | Cemento       | Lindsay Davenport        | 2-6, 4-6      |
| 4.  | 10 ottobre 2005   | Kremlin Cup, Mosca                              | Sintetico (i) | Mary Pierce              | 4-6, 3-6      |
| 5.  | 24 ottobre 2005   | Gaz de France Stars, Hasselt                    | Cemento (i)   | Kim Clijsters            | 2-6, 3-6      |
| 6.  | 9 gennaio 2006    | Medibank International, Sydney                  | Cemento       | Justine Henin            | 6-4, 5-7, 5-7 |
| 7.  | 3 aprile 2006     | MPS Group Championships, Amelia Island          | Terra verde   | Nadia Petrova            | 4-6, 4-6      |
| 8.  | 25 settembre 2006 | BGL Luxembourg Open, Lussemburgo                | Cemento (i)   | Al'ona Bondarenko        | 3-6, 2-6      |
| 9.  | 13 luglio 2009    | I. ČLTK Prague Open, Praga                      | Terra rossa   | Sybille Bammer           | 6-7, 2-6      |
| 10. | 12 ottobre 2009   | HP Open, Osaka                                  | Cemento       | Samantha Stosur          | 5-7, 1-6      |
| 11. | 4 giugno 2011     | Open di Francia, Parigi                         | Terra rossa   | Li Na                    | 4-6, 6(0)-7   |
| 12. | 6 maggio 2017     | Grand Prix SAR La Princesse Lalla Meryem, Rabat | Terra rossa   | Anastasija Pavljučenkova | 5-7, 5-7      |

### Doppio

#### Vittorie (7)
| Grande Slam (0)       |                       |
| WTA Championships (0) |                       |
| Prima del 2009        | Dal 2009              |
| Tier I (1)            | Premier Mandatory (0) |
| Tier II (4)           | Premier 5 (1)         |
| Tier III (1)          | Premier (0)           |
| Tier IV (0)           | International (0)     |

| N. | Data             | Torneo                                       | Superficie    | Compagna           | Avversarie in finale                     | Punteggio     |
| 1. | 29 luglio 2001   | Orange Prokom Open, Sopot                    | Terra rossa   | Joannette Kruger   | Julija Bejhel'zymer Anastasija Rodionova | 6-4, 6-0      |
| 2. | 2 maggio 2004    | Orange Prokom Open, Varsavia                 | Terra rossa   | Silvia Farina Elia | Gisela Dulko Patricia Tarabini           | 3-6, 6-2, 6-1 |
| 3. | 26 febbraio 2005 | Qatar Total Open, Doha                       | Cemento       | Alicia Molik       | Cara Black Liezel Huber                  | 6-3, 6-4      |
| 4. | 25 febbraio 2006 | Dubai Tennis Championships, Dubai            | Cemento       | Květa Peschke      | Svetlana Kuznecova Nadia Petrova         | 3-6, 7-6, 6-3 |
| 5. | 12 ottobre 2006  | Fortis Championships Luxembourg, Lussemburgo | Cemento (i)   | Květa Peschke      | Anna-Lena Grönefeld Liezel Huber         | 2-6, 6-4, 6-1 |
| 6. | 15 ottobre 2006  | Kremlin Cup, Mosca                           | Sintetico (i) | Květa Peschke      | Iveta Benešová Galina Voskoboeva         | 6-4, 6-7, 6-1 |
| 7. | 3 ottobre 2009   | Toray Pan Pacific Open, Tokyo                | Cemento       | Alisa Klejbanova   | Daniela Hantuchová Ai Sugiyama           | 6-4, 6-2      |

#### Sconfitte (9)
| Grande Slam (1)       |                       |
| WTA Championships (0) |                       |
| Prima del 2009        | Dal 2009              |
| Tier I (2)            | Premier Mandatory (0) |
| Tier II (4)           | Premier 5 (0)         |
| Tier III (0)          | Premier (0)           |
| Tier IV (0)           | International (2)     |

| N. | Data             | Torneo                                 | Superficie    | Compagna              | Avversarie in finale                      | Punteggio           |
| 1. | 4 maggio 2003    | Warsaw Open, Varsavia                  | Terra rossa   | Eléni Daniilídou      | Liezel Huber Magdalena Maleeva            | 6-3, 4-6, 2-6       |
| 2. | 15 febbraio 2004 | Open Gaz de France, Parigi             | Sintetico (i) | Silvia Farina Elia    | Barbara Schett Patty Schnyder             | 3-6, 2-6            |
| 3. | 2005             | Porsche Tennis Grand Prix, Filderstadt | Cemento (i)   | Květa Peschke         | Daniela Hantuchová Anastasija Myskina     | 6(1)-7, 1-6         |
| 4. | 22 maggio 2006   | Internazionali BNL d'Italia, Roma      | Terra rossa   | Květa Peschke         | Daniela Hantuchová Ai Sugiyama            | 6-3, 3-6, 1-6       |
| 5. | 27 luglio 2006   | Bank of the West Classic, Stanford     | Cemento       | Yoon Jeong Cho        | Cara Black Lisa Raymond                   | 6(5)-7, 1-6         |
| 6. | 21 ottobre 2007  | Open di Zurigo, Zurigo                 | Sintetico (i) | Lisa Raymond          | Květa Peschke Rennae Stubbs               | 5-7, 6(1)-7         |
| 7. | 7 maggio 2008    | Open di Francia, Parigi                | Terra rossa   | Casey Dellacqua       | Cara Black Lisa Raymond                   | 6-2, 5-7, 4-6       |
| 8. | 15 aprile 2012   | Barcelona Ladies Open, Barcellona      | Terra rossa   | Flavia Pennetta       | Sara Errani Roberta Vinci                 | 0-6, 2-6            |
| 9. | 28 febbraio 2014 | Brasil Tennis Cup, Florianópolis       | Cemento       | Sílvia Soler Espinosa | Anabel Medina Garrigues Jaroslava Švedova | 6(1)-7, 6-2, [3-10] |

### Fed Cup

#### Vittorie (3)
| N. | Data                   | Luogo                   | Superficie  | Vincitrici                                                        | Finaliste                                                        | Punteggio |          |
| 1. | 16 e 17 settembre 2006 | Charleroi, Belgio       | Cemento (i) | Francesca Schiavone Flavia Pennetta Mara Santangelo Roberta Vinci | Justine Henin Kirsten Flipkens Caroline Maes Leslie Butkiewicz   | 3 a 2     | Dettagli |
| 2. | 7 e 8 novembre 2009    | Reggio Calabria, Italia | Terra rossa | Flavia Pennetta Francesca Schiavone Sara Errani Roberta Vinci     | Melanie Oudin Alexa Glatch Liezel Huber Vania King               | 5 a 0     | Dettagli |
| 3. | 7 e 8 novembre 2010    | San Diego, Stati Uniti  | Cemento (i) | Flavia Pennetta Francesca Schiavone Sara Errani Roberta Vinci     | Melanie Oudin Bethanie Mattek-Sands Liezel Huber Coco Vandeweghe | 3 a 1     | Dettagli |

#### Sconfitte (1)
| N. | Data                   | Luogo         | Superficie    | Vincitrici                                                     | Finaliste                                                         | Punteggio |          |
| 1. | 15 e 16 settembre 2007 | Mosca, Russia | Sintetico (i) | Svetlana Kuznecova Anna Čakvetadze Nadia Petrova Elena Vesnina | Francesca Schiavone Mara Santangelo Roberta Vinci Flavia Pennetta | 4 a 0     | Dettagli |

### Risultati in progressione
| Sigla | Risultato               |
| ----- | ----------------------- |
| V     | Vincitore               |
| F     | Finalista               |
| SF    | Semifinalista           |
| O     | Oro olimpico            |
| A     | Argento olimpico        |
| SF    | Bronzo olimpico         |
| QF    | Quarti di Finale        |
| 4T    | Quarto turno            |
| 3T    | Terzo turno             |
| 2T    | Secondo turno           |
| 1T    | Primo turno             |
| RR    | Round Robin             |
| LQ    | Turno di qualificazione |
| A     | Assente                 |
| ND    | Non disputato           |

| Legenda superfici    |
| -------------------- |
| Cemento              |
| Terra battuta        |
| Erba                 |
| Superficie variabile |

| NM5 | NM5 | NM5 | NM5 | indica un torneo che non appartiene né alla categoria Premier Mandatory né a quella Premier 5 |

| Torneo                  | 1996                 | 1997                 | 1998                 | 1999                 | 2000                 | 2001                 | 2002                 | 2003                 | 2004                 | 2005                 | 2006                 | 2007                 | 2008                 | 2009                 | 2010          | 2011                 | 2012                 | 2013                 | 2014                 | 2015                 | 2016                 | 2017                 | 2018                 | Titoli | V-S       |
| ----------------------- | -------------------- | -------------------- | -------------------- | -------------------- | -------------------- | -------------------- | -------------------- | -------------------- | -------------------- | -------------------- | -------------------- | -------------------- | -------------------- | -------------------- | ------------- | -------------------- | -------------------- | -------------------- | -------------------- | -------------------- | -------------------- | -------------------- | -------------------- | ------ | --------- |
| Grande Slam             |                      |                      |                      |                      |                      |                      |                      |                      |                      |                      |                      |                      |                      |                      |               |                      |                      |                      |                      |                      |                      |                      |                      |        |           |
| Australian Open         | A                    | A                    | A                    | A                    | A                    | 1T                   | 3T                   | 1T                   | 2T                   | 3T                   | 4T                   | 2T                   | 3T                   | 1T                   | 4T            | QF                   | 2T                   | 1T                   | 1T                   | 1T                   | Q2                   | 1T                   | 1T                   | 0 / 17 | 19–17     |
| Roland Garros           | A                    | A                    | A                    | A                    | LQ                   | QF                   | 3T                   | 2T                   | 4T                   | 4T                   | 4T                   | 3T                   | 3T                   | 1T                   | V             | F                    | 3T                   | 4T                   | 1T                   | 3T                   | 1T                   | 1T                   | 1T                   | 1 / 18 | 40–17     |
| Wimbledon               | A                    | A                    | A                    | A                    | LQ                   | 2T                   | 2T                   | 3T                   | 2T                   | 1T                   | 1T                   | 2T                   | 2T                   | QF                   | 1T            | 3T                   | 4T                   | 1T                   | 1T                   | 1T                   | 2T                   | 2T                   | A                    | 0 / 17 | 18–17     |
| US Open                 | A                    | A                    | A                    | LQ                   | 3T                   | 1T                   | 4T                   | QF                   | 4T                   | 3T                   | 3T                   | 2T                   | 2T                   | 4T                   | QF            | 4T                   | 1T                   | 1T                   | 1T                   | 1T                   | 1T                   | 1T                   | A                    | 0 / 18 | 28–18     |
| Giochi Olimpici         |                      |                      |                      |                      |                      |                      |                      |                      |                      |                      |                      |                      |                      |                      |               |                      |                      |                      |                      |                      |                      |                      |                      |        |           |
| Giochi Olimpici         | A                    | Non disputati        | Non disputati        | Non disputati        | A                    | Non disputati        | Non disputati        | Non disputati        | QF                   | Non disputati        | Non disputati        | Non disputati        | 3T                   | Non disputati        | Non disputati | Non disputati        | 2T                   | Non disputati        | Non disputati        | Non disputati        | A                    | ND                   | ND                   | 0 / 3  | 6–3       |
| Torneo fine anno        |                      |                      |                      |                      |                      |                      |                      |                      |                      |                      |                      |                      |                      |                      |               |                      |                      |                      |                      |                      |                      |                      |                      |        |           |
| WTA Finals              | Non si è qualificata | Non si è qualificata | Non si è qualificata | Non si è qualificata | Non si è qualificata | Non si è qualificata | Non si è qualificata | Non si è qualificata | Non si è qualificata | Non si è qualificata | Non si è qualificata | Non si è qualificata | Non si è qualificata | Non si è qualificata | RR            | Non si è qualificata | Non si è qualificata | Non si è qualificata | Non si è qualificata | Non si è qualificata | Non si è qualificata | Non si è qualificata | Non si è qualificata | 0 / 1  | 1–2       |
| WTA Premier Mandatory   |                      |                      |                      |                      |                      |                      |                      |                      |                      |                      |                      |                      |                      |                      |               |                      |                      |                      |                      |                      |                      |                      |                      |        |           |
| Indians Wells           | A                    | A                    | A                    | A                    | A                    | 3T                   | 2T                   | 3T                   | 2T                   | 2T                   | A                    | 3T                   | 4T                   | 1T                   | 3T            | 4T                   | 3T                   | 2T                   | 2T                   | 1T                   | A                    | 1T                   | Q1                   | 0 / 15 | 12–15     |
| Miami                   | A                    | A                    | A                    | A                    | LQ                   | 1T                   | 2T                   | 2T                   | 4T                   | 3T                   | 2T                   | 2T                   | 2T                   | 2T                   | 3T            | 4T                   | 2T                   | 2T                   | 1T                   | Q1                   | 1T                   | Q2                   | A                    | 0 / 15 | 9–15      |
| Madrid                  | Non disputato        | Non disputato        | Non disputato        | Non disputato        | Non disputato        | Non disputato        | Non disputato        | Non disputato        | Non disputato        | Non disputato        | Non disputato        | Non disputato        | Non disputato        | 3T                   | 3T            | 3T                   | 1T                   | 1T                   | 2T                   | 1T                   | A                    | A                    | A                    | 0 / 7  | 7–7       |
| Pechino                 | Non disputato        | Non disputato        | Non disputato        | Non disputato        | Non disputato        | Non disputato        | Non disputato        | Non disputato        | Non Tier I           | Non Tier I           | Non Tier I           | Non Tier I           | Non Tier I           | 2T                   | QF            | 2T                   | 1T                   | 2T                   | 1T                   | A                    | A                    | A                    | A                    | 0 / 6  | 5–6       |
| WTA Premier 5           |                      |                      |                      |                      |                      |                      |                      |                      |                      |                      |                      |                      |                      |                      |               |                      |                      |                      |                      |                      |                      |                      |                      |        |           |
| Dubai / Doha[1]         | Non disputato        | Non disputato        | Non disputato        | Non disputato        | Non disputato        | Non Tier I           | Non Tier I           | Non Tier I           | Non Tier I           | Non Tier I           | Non Tier I           | Non Tier I           | 2T                   | 2T                   | 2T            | 3T                   | 2T                   | 1T                   | 1T                   | A                    | A                    | A                    | A                    | 0 / 7  | 3–7       |
| Internazionali d'Italia | A                    | A                    | LQ                   | 1T                   | 1T                   | QF                   | 2T                   | 1T                   | QF                   | QF                   | 3T                   | 1T                   | 2T                   | 2T                   | 2T            | QF                   | 1T                   | 1T                   | 3T                   | 1T                   | 1T                   | A                    | A                    | 0 / 18 | 18–18     |
| Cincinnati              | Non disputato        | Non disputato        | Non disputato        | Non disputato        | Non disputato        | Non disputato        | Non disputato        | Non disputato        | Non Tier I           | Non Tier I           | Non Tier I           | Non Tier I           | Non Tier I           | 1T                   | 2T            | 3T                   | 1T                   | Q1                   | Q2                   | A                    | A                    | A                    | Q1                   | 0 / 4  | 1–4       |
| Montréal / Toronto      | A                    | A                    | A                    | A                    | A                    | A                    | 3T                   | 2T                   | 3T                   | A                    | 2T                   | 3T                   | 1T                   | 2T                   | QF            | 3T                   | A                    | 2T                   | A                    | A                    | A                    | A                    | A                    | 0 / 10 | 12–10     |
| Tokyo / Wuhan[2]        | A                    | A                    | A                    | A                    | A                    | A                    | A                    | A                    | A                    | A                    | A                    | 2T                   | 2T                   | 1T                   | SF            | A                    | 2T                   | 1T                   | 1T                   | Q1                   | A                    | A                    | A                    | 0 / 7  | 6–7       |
| Ex WTA Tier I (NM5)     |                      |                      |                      |                      |                      |                      |                      |                      |                      |                      |                      |                      |                      |                      |               |                      |                      |                      |                      |                      |                      |                      |                      |        |           |
| Charleston              | A                    | A                    | A                    | A                    | A                    | A                    | 1T                   | A                    | A                    | A                    | A                    | 2T                   | A                    | NM5                  | NM5           | NM5                  | NM5                  | NM5                  | NM5                  | NM5                  | NM5                  | NM5                  | NM5                  | 0 / 2  | 1–2       |
| Mosca                   | NM5                  | A                    | A                    | A                    | LQ                   | QF                   | A                    | QF                   | QF                   | F                    | 2T                   | A                    | 1T                   | NM5                  | NM5           | NM5                  | NM5                  | NM5                  | NM5                  | NM5                  | NM5                  | NM5                  | NM5                  | 0 / 6  | 11–6      |
| Berlino                 | A                    | A                    | A                    | A                    | A                    | 1T                   | 1T                   | 2T                   | A                    | A                    | A                    | 1T                   | 2T                   | Non disputato        | Non disputato | Non disputato        | Non disputato        | Non disputato        | Non disputato        | Non disputato        | Non disputato        | Non disputato        | Non disputato        | 0 / 5  | 2–5       |
| Zurigo                  | A                    | A                    | A                    | A                    | A                    | A                    | A                    | A                    | 1T                   | QF                   | 2T                   | SF                   | NM5                  | Non disputato        | Non disputato | Non disputato        | Non disputato        | Non disputato        | Non disputato        | Non disputato        | Non disputato        | Non disputato        | Non disputato        | 0 / 4  | 6–4       |
| San Diego               | Non Tier I           | Non Tier I           | Non Tier I           | Non Tier I           | Non Tier I           | Non Tier I           | Non Tier I           | Non Tier I           | 1T                   | 3T                   | A                    | A                    | Non disputato        | Non disputato        | NM5           | NM5                  | NM5                  | NM5                  | NM5                  | NM5                  | NM5                  | NM5                  | NM5                  | 0 / 1  | 2–2       |
| Statistiche carriera    |                      |                      |                      |                      |                      |                      |                      |                      |                      |                      |                      |                      |                      |                      |               |                      |                      |                      |                      |                      |                      |                      |                      |        |           |
| Finali disputate        | 0                    | 0                    | 1                    | 1                    | 2                    | 0                    | 0                    | 1                    | 0                    | 3                    | 2                    | 1                    | 0                    | 2                    | 1             | 1                    | 1                    | 1                    | 0                    | 0                    | 1                    | 2                    | 0                    |        | 20        |
| Tornei vinti            | 0                    | 0                    | 0                    | 0                    | 0                    | 0                    | 0                    | 0                    | 0                    | 0                    | 0                    | 1                    | 0                    | 1                    | 2             | 0                    | 1                    | 1                    | 0                    | 0                    | 1                    | 1                    | 0                    |        | 8         |
| Vittorie-Sconfitte      | 0-0                  | 0-0                  | 0-0                  | 0-1                  | 7-4                  | 26-22                | 21-23                | 32-25                | 37-25                | 41-23                | 38-25                | 29-24                | 26-24                | 38-25                | 41–23         | 34–22                | 22-25                | 25–24                | 14-25                | 9-17                 | 13-14                | 12–15                | 0-5                  |        | 465 – 391 |
| Vittorie (%)            | 0,0%                 | 0,0%                 | 0,0%                 | 0,0%                 | 65,0%                | 57,9%                | 47,8%                | 56,1%                | 59,4%                | 64,1%                | 60,3%                | 54,7%                | 52,0%                | 60,4%                | 64,1%         | 60,7%                | 48,8%                | 53,8%                | 35,9%                | 34,7%                | 48,2%                | 44,5%                | 0%                   |        | 56,2%     |
| Ranking                 | 945                  | 496                  | 295                  | 184                  | 80                   | 30                   | 41                   | 20                   | 19                   | 13                   | 15                   | 25                   | 30                   | 17                   | 7             | 11                   | 35                   | 42                   | 82                   | 121                  | 100                  | 90                   |                      |        |           |

- 1 Il Dubai Tennis Championships e il Qatar Ladies Open di Doha si scambiano frequentemente lo status tra evento Premier ed evento Premier 5.
- 2 Nel 2014 il Toray Pan Pacific Open ha cambiato lo status in evento Premier ed è stato sostituito dal Wuhan Open come evento Premier 5.

## Vittorie contro giocatrici Top 10
| Stagione | 2001 | 2002 | 2003 | 2004 | 2005 | 2006 | 2007 | 2008 | 2009 | 2010 | 2011 | 2012 | 2013 | 2014 | 2015 | Totale |
| Vittorie | 1    | 1    | 0    | 2    | 4    | 3    | 3    | 4    | 3    | 5    | 2    | 1    | 0    | 0    | 1    | 30     |

| #    | Giocatrice              | Ranking | Evento                                     | Superficie    | Turno | Punteggio          | Rank. FSR |
| ---- | ----------------------- | ------- | ------------------------------------------ | ------------- | ----- | ------------------ | --------- |
| 2001 |                         |         |                                            |               |       |                    |           |
| 1.   | Nathalie Tauziat        | 10      | Kremlin Cup, Mosca                         | Sintetico (i) | 2T    | 6-4, 5-7, 7-5      | 40        |
| 2002 |                         |         |                                            |               |       |                    |           |
| 2.   | Daniela Hantuchová      | 8       | Fed Cup, Gran Canaria                      | Cemento (i)   | SF    | 7-6(1), 6-1        | 41        |
| 2004 |                         |         |                                            |               |       |                    |           |
| 3.   | Amélie Mauresmo (1)     | 3       | Warsaw Open, Varsavia                      | Terra rossa   | QF    | 3-6, 7-6(2), 6-1   | 22        |
| 4.   | Ai Sugiyama             | 10      | LA Championships, Los Angeles              | Cemento       | 3T    | 6-3, 0-6, 7-6(3)   | 18        |
| 2005 |                         |         |                                            |               |       |                    |           |
| 5.   | Serena Williams (1)     | 4       | Internazionali d'Italia, Roma              | Terra rossa   | 2T    | 7-6(2), 6-1        | 26        |
| 6.   | Amélie Mauresmo (2)     | 4       | Kremlin Cup, Mosca                         | Sintetico (i) | 2T    | 6-1, 6-1           | 22        |
| 7.   | Elena Dement'eva (1)    | 8       | Kremlin Cup, Mosca                         | Sintetico (i) | SF    | 6-3, 6-1           | 22        |
| 8.   | Nadia Petrova           | 9       | Zurich Open, Zurigo                        | Cemento (i)   | 2T    | 3-6, 6-2, 7-6(3)   | 18        |
| 2006 |                         |         |                                            |               |       |                    |           |
| 9.   | Svetlana Kuznecova (1)  | 10      | Amelia Island Championships, Amelia Island | Terra verde   | SF    | 7-6(2), 3-2 rit.   | 13        |
| 10.  | Amélie Mauresmo (3)     | 1       | Fed Cup, Nancy                             | Terra rossa   | QF    | 4-6, 7-6(4), 6-4   | 11        |
| 11.  | Patty Schnyder          | 9       | Luxembourg Open, Lussemburgo               | Cemento (i)   | QF    | 6-1, 6-1           | 14        |
| 2007 |                         |         |                                            |               |       |                    |           |
| 12.  | Amélie Mauresmo (4)     | 6       | Fed Cup, Castellaneta                      | Terra rossa   | SF    | 7-5, 6-3           | 31        |
| 13.  | Elena Dement'eva (2)    | 10      | Zurich Open, Zurigo                        | Cemento (i)   | 1T    | 4-6, 6-1, 4-2 rit. | 32        |
| 14.  | Svetlana Kuznecova (2)  | 2       | Zurich Open, Zurigo                        | Cemento (i)   | QF    | 6-3, 3-3 rit.      | 32        |
| 2008 |                         |         |                                            |               |       |                    |           |
| 15.  | Marion Bartoli (1)      | 10      | Sydney International, Sydney               | Cemento       | 2T    | 2-6, 6-3, 6-2      | 25        |
| 16.  | Marion Bartoli (2)      | 9       | Dubai Tennis Championships, Dubai          | Cemento       | 1T    | 6-1, 6(5)-7, 6-1   | 24        |
| 17.  | Justine Henin           | 1       | Dubai Tennis Championships, Dubai          | Cemento       | QF    | 7-6(3), 7-6(4)     | 24        |
| 18.  | Agnieszka Radwańska (1) | 9       | Giochi Olimpici, Pechino                   | Cemento       | 2T    | 6-3, 7-6(6)        | 26        |
| 2009 |                         |         |                                            |               |       |                    |           |
| 19.  | Svetlana Kuznecova (3)  | 9       | Fed Cup, Castellaneta                      | Terra rossa   | SF    | 1-6, 6-2, 6-3      | 44        |
| 20.  | Serena Williams (2)     | 2       | Madrid Open, Madrid                        | Terra rossa   | 1T    | 6-4, rit.          | 45        |
| 21.  | Viktoryja Azaranka      | 9       | US Open, New York                          | Cemento       | 3T    | 4-6, 6-2, 6-2      | 28        |
| 2010 |                         |         |                                            |               |       |                    |           |
| 22.  | Agnieszka Radwańska (2) | 10      | Australian Open, Melbourne                 | Cemento       | 3T    | 6-2, 6-2           | 18        |
| 23.  | Caroline Wozniacki      | 3       | Open di Francia, Parigi                    | Terra rossa   | QF    | 6-2, 6-3           | 17        |
| 24.  | Elena Dement'eva (3)    | 5       | Open di Francia, Parigi                    | Terra rossa   | SF    | 7-6(3), rit.       | 17        |
| 25.  | Samantha Stosur (1)     | 7       | Open di Francia, Parigi                    | Terra rossa   | F     | 6-4, 7-6(2)        | 17        |
| 26.  | Elena Dement'eva (4)    | 9       | WTA Tour Championships, Doha               | Cemento       | RR    | 6-4, 6-2           | 6         |
| 2011 |                         |         |                                            |               |       |                    |           |
| 27.  | Samantha Stosur (2)     | 5       | Fed Cup, Hobart                            | Cemento       | QF    | 7-6(1), 3-6, 7-5   | 4         |
| 28.  | Jelena Janković         | 10      | Open di Francia, Parigi                    | Terra rossa   | 4T    | 6-3, 2-6, 6-4      | 5         |
| 2012 |                         |         |                                            |               |       |                    |           |
| 29.  | Samantha Stosur (3)     | 6       | Sydney International, Sydney               | Cemento       | 1T    | 6-2, 6-4           | 11        |
| 2015 |                         |         |                                            |               |       |                    |           |
| 30.  | Angelique Kerber        | 10      | Diamond Games, Anversa                     | Cemento (i)   | 2T    | 6-1, 6-1           | 81        |

## Riconoscimenti
- Sportiva italiana dell'anno della Gazzetta dello Sport nel 2010